# Baldomer Galofre i Giménez
Baldomer Galofre i Giménez (Reus, el Baix Camp, 24 d'octubre de 1846 - Barcelona, 26 de juliol de 1902) va ser un pintor català. El segon cognom també l'escrivia Ximenis i Ximenes.

## Biografia
Era fill d'un menestral, Carles Galofre, un liberal exaltat, miquelet i activista, que li va posar el nom de Baldomer en honor al general Baldomero Espartero. Josep Iglésies explica que era nebot de Josep Galofre Coma, germà del seu pare, un pintor famós nascut a Barcelona que havia estudiat a Itàlia en diverses escoles, que també era escultor, crític d'art, i secretari honorari de Sa Majestat. Baldomer s'inicià en temes d'art dibuixant còpies d'uns gravats del seu oncle, amb el que més tard no s'hi va relacionar.

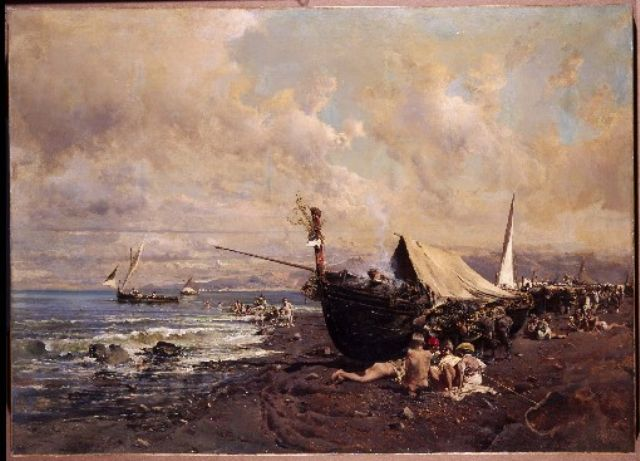
Nens amb vaixells a una platja de Nàpols, 1866, col·lecció particular.

Després va fer les primeres passes artístiques a l'estudi de Domènec Soberano, a Reus, on es va fer amic del seu fill, Càstul Soberano. De ben jove, la seva família es va traslladar a Barcelona perquè el pare va creure que en aquella ciutat tindria més possibilitats d'aprendre amb algun pintor d'anomenada. Va cursar els seus estudis a l'Escola de Belles Arts de Llotja de Barcelona, sota el mestratge del pintor Ramon Martí i Alsina. També va estudiar al taller de Lluís Rigalt i Farriols. Feia freqüents viatges a Reus, on dibuixava i pintava paisatges i racons de la ciutat i dels pobles veïns, vestit amb barretina i tapaboques i portant una motxilla a l'esquena. A Barcelona assistia a una tertúlia d'artistes, on entre altres hi anava també Antoni Caba. Posteriorment va marxar a Madrid per ampliar els seus estudis, on va arribar, segons Iglésies, "ric de dibuixos i pobre de cabals". Va prendre part a l'Exposició de Belles Arts del 1866 a Barcelona, on va presentar la tela Els traginers, i també va participar en les exposicions de Belles Arts de Barcelona dels anys 1870 i 1872, i a la de Saragossa del 1868, en les quals va presentar diversos paisatges de les muntanyes de Montjuïc i Vallvidrera, algunes marines i uns estudis. A l'Exposició de Belles Arts de Salamanca, les seves aquarel·les van ser guardonades amb una medalla de plata.
El 1870 va marxar pensionat a Roma pel govern de la Primera República, coincidint amb el reusenc Josep Tapiró, on va residir durant deu anys, per estudiar a l'Acadèmia de Roma, fet que va definir completament el seu estil i el va convertir en un dels molts seguidors de Marià Fortuny, però sempre palesant un estil més personal, d'una gran brillantor. La seva producció, de la qual destaca Posta de sol, Un carrer, Golf de Napols o Regates a Sorrento, es caracteritza per una intensa expressió colorística, de paleta alegre i tons vius i intensos, no exempts però de suavitat i elegància. A Roma va coincidir amb el jove pintor també reusenc Josep Escudé Bartolí, becat per l'ajuntament de Reus.
L'any 1880 al Saló de París, i el 1882 a la Reial Acadèmia de Londres obté un clamorós èxit per les seves marines. De retorn de Roma, la seva exposició a Barcelona del 1884 tingué una sorollosa acollida: Narcís Oller l'elogià apassionadament pel seu naturalisme i el mostrà com a exemple contra la pintura d'història. En exposar a Madrid el 1890, la regent li adquirí una obra de grans dimensions anomenada La feria.
Les seves obres, després de seguir un estil fortunyista, s'insereixen de ple en l'estil impressionista, destaquen la sàvia utilització del color, el tipisme, el detallisme, i l'extraordinària lluminositat. L'any 1886 va exposar a la Sala Parés La fira, obra que va tenir molt de ressò, i a l'Exposició del 1896 presentava el quadre De bon matí. Va deixar inacabada la seva última obra, El cavall més valent, pel qual es pagaren el mateix any de la seva mort 20.000 pessetes d'aquell temps.
Entre els anys 1891 i 1901 va prendre part a les exposicions de Madrid, Múnic, Salzburg, Viena, Berlín, Londres i Barcelona, i en totes elles va vendre els seus quadres molt apreciats pels col·leccionistes. No obstant això, i malgrat el seu renom, posteriorment va ser oblidat, i la important exposició de la seva obra que va tenir lloc en una sala especial del Museu Municipal de Belles Arts de Barcelona l'any 1903 va ser menystinguda pels artistes de les noves tendències. Aquesta exposició, de fet, no va ser d'homenatge, sinó una liquidació del seu taller, on hi havia obres originals de l'artista i també mobles valuosos, armes, joies, arquetes i altres objectes de ferro, de bronze i de cristall, particularment d'origen exòtic i també pintures d'amics de Galofre, com ara Mas i Fontdevila, Sorolla, Ignasi Pinazo, Segundo Matilla, Eliseu Meifrèn, i molts altres. Les seves obres, molt apreciades pels col·leccionistes catalans, es conserven en part al Museu Nacional d'Art de Catalunya, al Museu Víctor Balaguer i al Museu d'Art Modern de Madrid, com també en alguns museus estrangers i col·leccions privades.
La ciutat de Reus el va nomenar fill il·lustre.